# Hervormde kerk (Ballum)
De hervormde kerk van Ballum is een kerkgebouw in Ballum op Ameland in de Nederlandse provincie Friesland.

## Beschrijving
De zaalkerk werd in 1832 gebouwd ter vervanging van een middeleeuwse kerk. De preekstoel, afkomstig uit de voorganger van de Grote Kerk in Harlingen en in 1771 aangekocht, werd in 1604 vervaardigd door Claes Jelles. De maniëristische preekstoelkuip heeft gecanneleerde korinthische pilasters en met schelpen en bloemen versierde panelen. Bij de kerk staat de klokkentoren van Ballum.

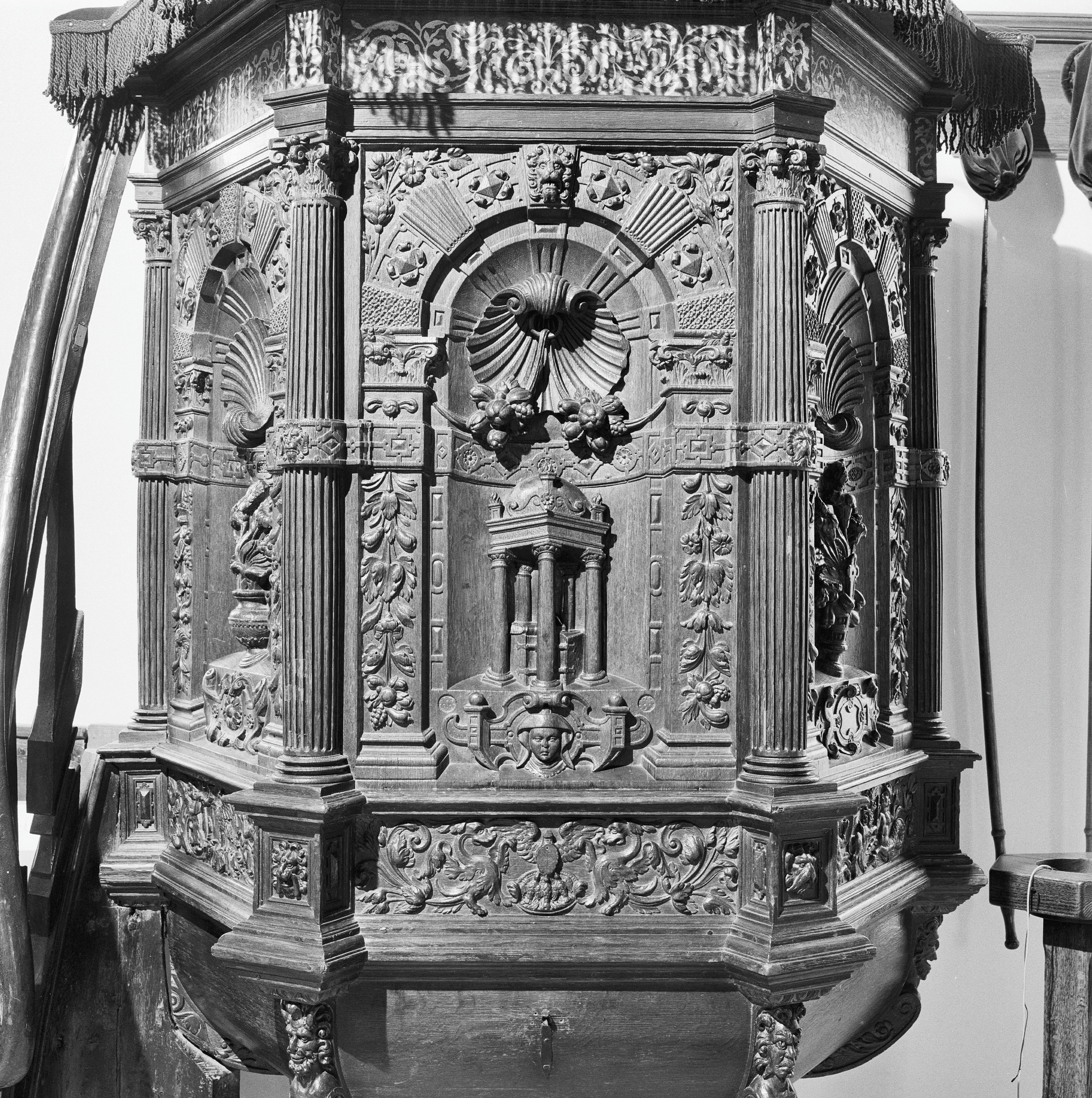
Preekstoel
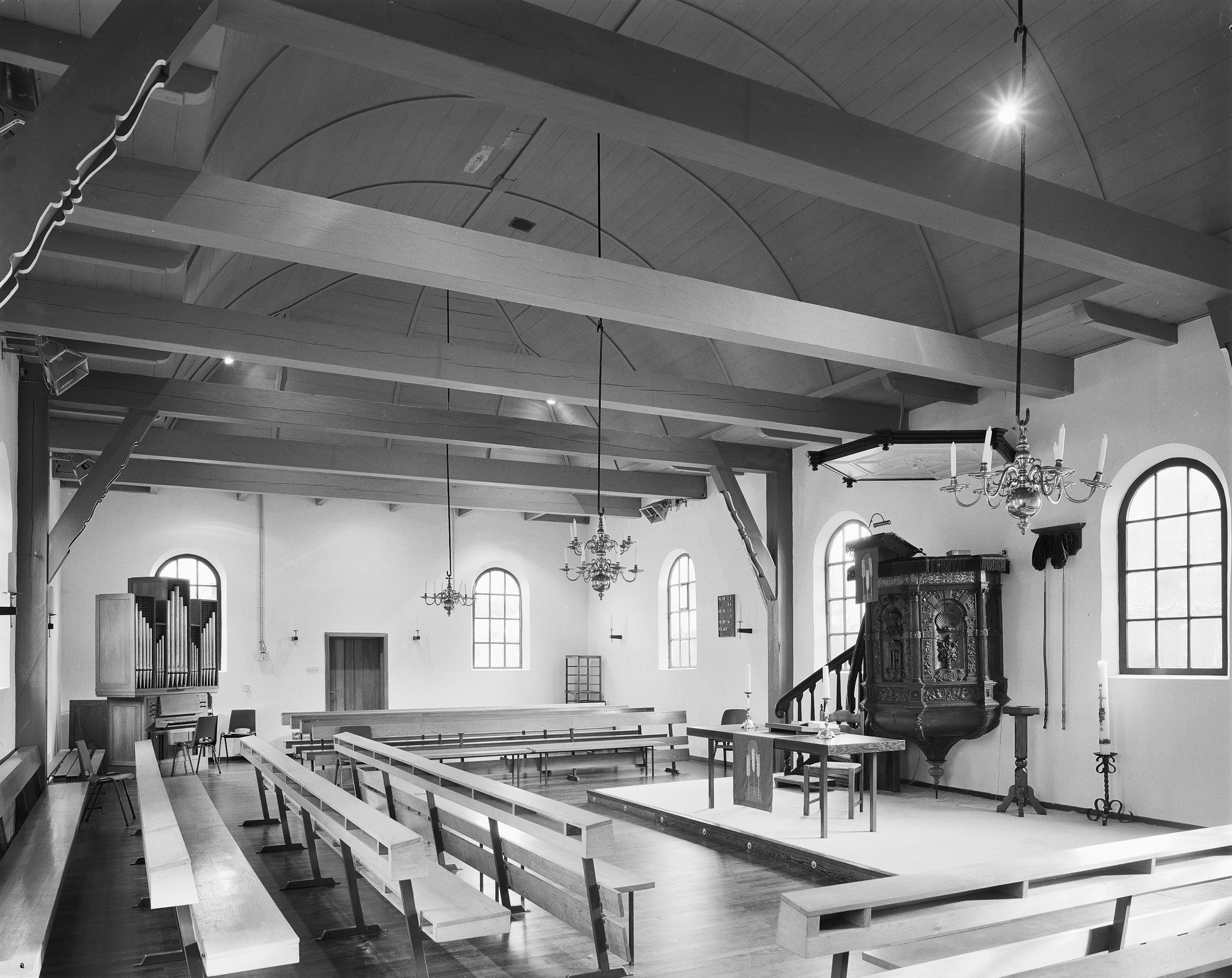
Interieur met orgel (1990)
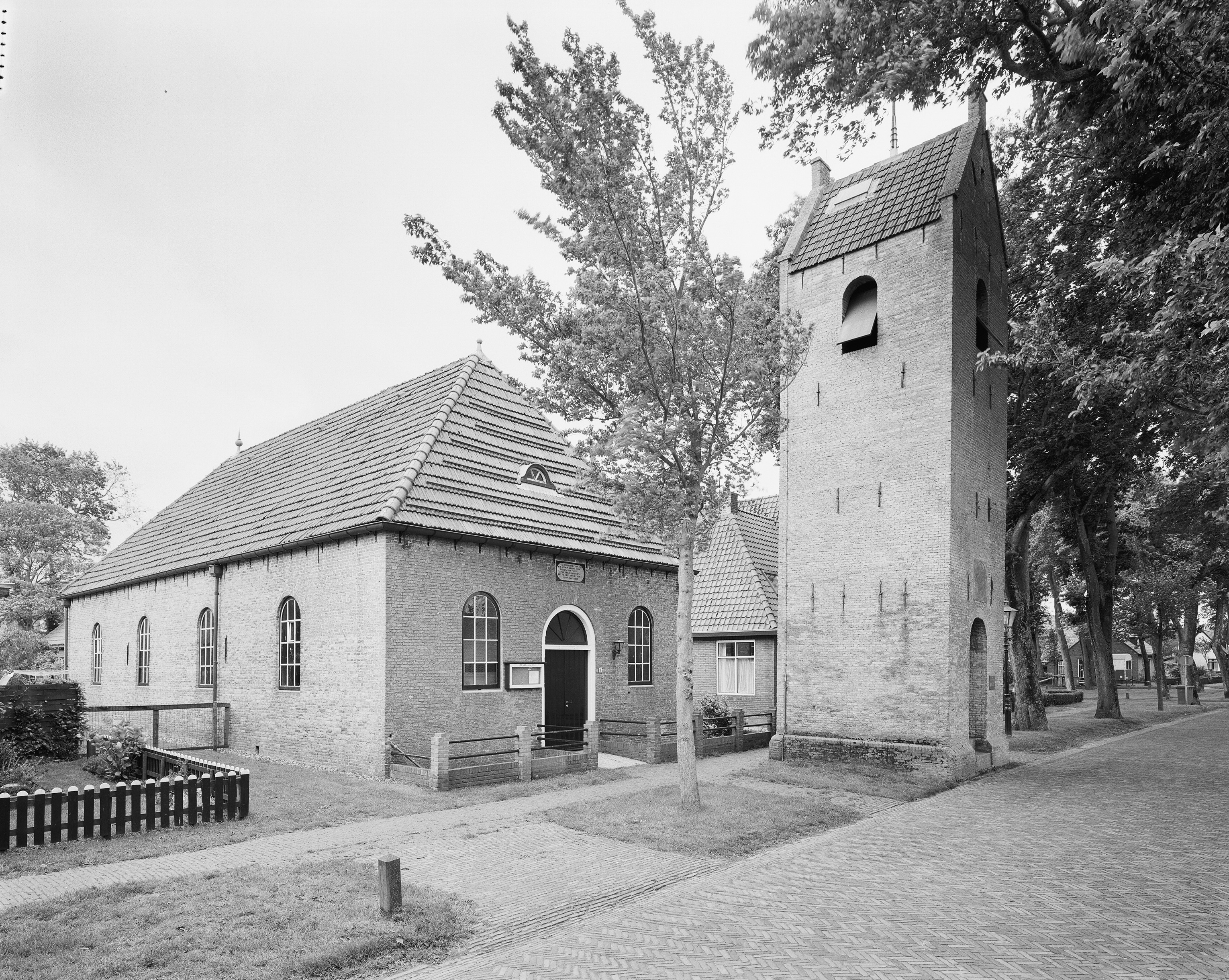
Exterieur noordzijde